# Ontherus elegans
Ontherus elegans là một loài bọ cánh cứng trong họ Bọ hung (Scarabaeidae).